# Gaius Hostilius Mancinus
Gaius Hostilius Mancinus war ein römischer Politiker, der vor allem wegen seiner Niederlage vor Numantia 137 v. Chr. bekannt ist.
Mancinus stammt aus der plebejischen gens Hostilia, die vor allem im 2. Jahrhundert v. Chr. ihren Höhepunkt hatte. Sein Vater Aulus Hostilius Mancinus war Konsul im Jahr 170 v. Chr. Wohl um 140 v. Chr. wurde Gaius Hostilius Prätor, 137 v. Chr. erreichte er zusammen mit Marcus Aemilius Lepidus Porcina den Konsulat. Beide erhielten als provinciae Spanien: Mancinus Hispania citerior, sein Kollege Hispania ulterior, in dem der Spanische Krieg noch erbittert tobte. Zu seinem Stab gehörte als Quästor auch Tiberius Sempronius Gracchus.
Bald nach der Ankunft als Nachfolger des Marcus Popillius Laenas ging er an die Eroberung Numantias, wobei er mehrfach schwer geschlagen wurde. Die Lage wurde so prekär, dass Mancinus mit den Numantinern ein regelrechtes foedus abschließen musste, dessen Ratifizierung der Senat und das Volk aber ablehnten. Mancinus hatte sich zusammen mit seinen Offizieren vor dem Senat zu verantworten. Als seine Verteidigung scheiterte, bot er an, sich zur Annullierung des Vertrags, an die Numantiner ausliefern zu lassen. Die Numantiner weigerten sich aber, den nackt und mit auf dem Rücken gebundenen Händen vor den Stadttoren stehenden Römer aufzunehmen. Trotzdem führten die Römer den Krieg mit Numantia fort; Mancinus wurde aus dem Senat gestoßen. Vermutlich gelang es ihm noch einmal, als Prätor in den Senat einzuziehen. Das Ansehen seiner Familie war aber so nachhaltig beschmutzt, dass es keine Hostilier mehr in den Senat schafften. Auch über sein Lebensende ist nichts bekannt.